# 516 f.Kr.
| 516 f.Kr.          |
| ------------------ |
| Dødsfald - Fødsler |

Se også 538 (tal)

## Begivenheder
- Tempelbyggeriet i Jerusalem afsluttes